# Edgewood (Illinois)
Edgewood – wieś w Stanach Zjednoczonych, w stanie Illinois, w hrabstwie Effingham.